# Аргазидозы
Аргазидозы (Argasidosis) — акариазы человека и домашних животных, вызванные укусами аргасовых клещей.
Аргасовые клещи (Argasidae) паразитируют на домашней птице, кошках и т.д., в том числе и человеке (временные эктопаразиты). Аргасиды способны долго (до 11 лет) голодать. 
12 видов аргасовых клещей родов Argas и Ornithodos (см. орнитодороз) нападают на человека. 
Otobius megnini кусает человека, может вызвать отоакариаз. Alveonasus lahorensis паразитирует на мелком и крупном рогатом скоте, лошадях, верблюдах, ослах, собаках, Alveonasus саnestrini вызывает клещевой паралич у овец.
Укусы аргасовых клещей, как правило неощутимые, вызывают в дальнейшем характерную реакцию: багровое пятно на коже, затем папула, пустула. Возникают приступы зуда, продолжающиеся несколько дней (иногда недель и даже месяцев). В результате расчёсов могут возникать язвы.
Аргасовые клещи — специфические переносчики возбудителя клещевого возвратного тифа. Эти клещи могут быть носителями Ку-лихорадки, переносят возбудителей арбовирусных инфекций, чумы и других трансмиссивных болезней.
У человека укусы аргасовых клещей вызывают зуд, появление на коже красной сыпи. Слюна аргасовых клещей токсична (см. Клещевой паралич).